# Rainer Schubert (Leichtathlet)
Rainer Schubert (* 12. Oktober 1941 in Dresden; † 13. August 2014 in Bad Kreuznach) war ein  deutscher Leichtathlet, der zweimal ein olympisches Finale im 400-Meter-Hürdenlauf erreichte.
Schubert begann seine sportliche Laufbahn im TSV Laichingen und im TSV Süßen. Für sein Studium wechselte er dann zum TSV 1860 München. Schubert gewann vier deutsche Meistertitel im 400-Meter Hürdenlauf: 1965, 1967, 1968 und 1969; 1972 belegte er den zweiten Platz hinter Dieter Büttner. Seine persönliche Bestzeit von 49,15 Sekunden lief Schubert im Vorlauf bei den Olympischen Spielen 1968 in der Höhe von Mexiko-Stadt, im Finale belegte er in 49,30 Sekunden den siebten Platz. Im Halbfinale hatte der Italiener Roberto Frinolli seinen Europarekord aus dem Vorlauf unterboten, im Finale verbesserte der Silbermedaillengewinner Gerhard Hennige den deutschen Rekord. Vier Jahre später erreichte der 1,90 Meter große Schubert bei den Olympischen Spielen in München erneut das Finale und belegte in 49,65 Sekunden den fünften Rang. Insgesamt trat Rainer Schubert bei neunzehn Wettkämpfen im deutschen Nationaltrikot an. 1969 gehörte er zum bundesdeutschen Aufgebot für die Europameisterschaften in Athen, konnte aber wegen des Boykotts des DLV-Teams nicht starten.
Schubert hatte kurz vor den Olympischen Spielen 1968 sein Studium als Diplom-Ingenieur abgeschlossen und arbeitete 1972 bereits als Bauingenieur in eigener Firma.